# Municipio de Bloomington (condado de Decatur)
El municipio de Bloomington (en inglés: Bloomington Township) es un municipio ubicado en el condado de Decatur en el estado estadounidense de Iowa. En el año 2010 tenía una población de 227 habitantes y una densidad poblacional de 2,45 personas por km².

## Geografía
El municipio de Bloomington se encuentra ubicado en las coordenadas 40°40′16″N 93°57′51″O / 40.67111, -93.96417. Según la Oficina del Censo de los Estados Unidos, el municipio tiene una superficie total de 92.47 km², de la cual 92,17 km² corresponden a tierra firme y (0,33 %) 0,3 km² es agua.

## Demografía
Según el censo de 2010, había 227 personas residiendo en el municipio de Bloomington. La densidad de población era de 2,45 hab./km². De los 227 habitantes, el municipio de Bloomington estaba compuesto por el 98,68 % blancos, el 0,44 % eran asiáticos y el 0,88 % eran de una mezcla de razas. Del total de la población el 0 % eran hispanos o latinos de cualquier raza.